# Lijst van grietmannen van Niehove
Dit is een lijst van grietmannen van de voormalige Nederlandse grietenij Niehove in de provincie Groningen, die bestaan heeft tot 1803.
| Ambtsperiode | Naam grietman                                          | Leven     | Bijzonderheden                                             |
| ------------ | ------------------------------------------------------ | --------- | ---------------------------------------------------------- |
| 1719 - 1723  | Casparus van Elburg                                    |           | grietman van Oldehove en Saaksum, Niehove en Feerwerd      |
| 1720         | jonker Daniel Hindrick Largentier chevalier du Chesnoy |           | hoofdeling, tevens grietman van Aduard                     |
| 1740         | dr. H. Upmeyer                                         |           | later grietman van Oldehove                                |
| 1750 - 1773  | dr. Regnerus Tjaarda Nauta                             | 1724-1803 | geconstitueerd grietman van Oldehove, Niehove en De Kampen |
| 1759 - 1765  | mr. Theodorus Brunsvelt van Hulten                     | 1719-1783 | geconstitueerd grietman                                    |
| 1768 - 1769  | Nicolaus Guichart, J.U.D.                              | 1743-1805 |                                                            |
| 1769 - 1777  | jonker Jan Willem Henderik van Rossum                  |           | grietman van Niehove en De Kampen                          |
| 1772 - 1788  | Hendrik Guichart, J.U.D.                               | 1750-1837 | broer van Nicolaus Guichart                                |
| 1777 - 1778  | Johan van Schulenborg                                  |           |                                                            |
| 1780         | Abel Wiersema                                          |           |                                                            |
| 1789 - 1796  | Frans Izaak Guichart, J.U.D.                           | 1756-1827 | broer van Nicolaus en Hendrik Guichart                     |
| 1796 - 1800  | Adam Tebbens                                           |           |                                                            |
| 1800 - 1801  | dr. Hendricus Octavius Feith                           | 1778-1849 |                                                            |